# Norala
Norala là một đô thị hạng 3 ở tỉnh South Cotabato, Philippines. Theo điều tra dân số năm 2000 của Philipin, đô thị này có dân số 40.744 người trong 8.263 hộ.

## Các đơn vị hành chính
Norala được chia thành 14 barangay.
- Dumaguil
- Esperanza
- Kibid
- Lapuz
- Liberty
- Lopez Jaena
- Matapol
- Poblacion
- Puti
- San Jose
- San Miguel
- Simsiman
- Tinago
- Benigno Aquino, Jr